# Artilleritraktor L-135
Lo Artilleritraktor L–135 era un trattore d'artiglieria cingolato svedese della seconda guerra mondiale.

## Storia
Il trattore d'artiglieria venne prodotto dalla AB Landsverk nella prima metà degli anni trenta. Il mezzo nel 1936 venne ordinato dall'Esercito svedese in un primo lotto di 3 esemplari, cui seguì un secondo ordine di 12 esemplari. Il trattore venne acquistato negli stessi anni anche dall'esercito del Siam.
Tra il 1938 ed il 1940 tre trattori dell'esercito svedese vennero ricostruiti dalla Landsverk stessa nella versione Landsverk L-135S, cui si affiancarono altri 3 esemplari di nuova costruzione.

## Tecnica
Il trattore era basato su uno scafo cingolato non corazzato. Il treno di rotolamento era costituito da due carrelli a due ruote per lato, con sospensioni a balestra, ruota motrice anteriore e ruota di rinvio posteriore, con un ruotino tendicingolo centrale. Il posto di guida era in posizione avanzata, con sistema di sterzo a volante. Il motore da 100 hp era in posizione centrale, mentre posteriormente era situato il vano equipaggio, con due panche affrontate per i serventi del pezzo trainato.
La versione L-135S aveva la stessa impostazione del precedente, ma era più leggera, 5,5 t invece di 7,5, e più veloce, 40 km/h invece di 25. Il vano di guida era dotato di parabrezza e poteva essere coperto, insieme a quello dell'equipaggio, da un telone mobile.